# Miroslav Tyrš
Miroslav Tyrš (Děčin, 17. rujna 1832. – Oetz, 8. kolovoza 1884.) bio je češki filozof, pedagog i povjeničar umjetnosti.
Rodio se kao Friedrich Emmanuel Tirsch, u obitelji njemačkog ljekara. Bavio se pitanjima tjelesnog vježbanja. Bio je začetnik osnivanja prvog sokolskog društva u Pragu te pokretač prvog sokolskog sleta 1882. godine. Pod nerazjašnjenim okolnostima utopio se u rijeci Arche u Alpama.

### Članci
- Ambroš, Davor. 2021. Hrvatski sokol u Daruvaru (1906.-1929.). Zbornik Janković. Ogranak Matice hrvatske u Daruvaru. Daruvar. 5 (5–6): 93–111